# Glypta tappanensis
Glypta tappanensis là một loài tò vò trong họ Ichneumonidae.